# Snitterfield
Snitterfield est un village et une paroisse civile du Warwickshire, en Angleterre, situé à sept kilomètres au nord de Stratford-upon-Avon, dans le district du même nom.

## Personnalités liées
- John Shakespeare (vers 1531-1601), père de William, est né à Snitterfield.
- John Grant (vers 1570-1606), l'un des membres de la conspiration des Poudres, est né à Snitterfield.
- Le peintre John Wootton (vers 1682-1764) est né à Snitterfield.
- Le poète Richard Jago (1715-1781) est recteur de Snitterfield de 1754 à sa mort.